# پاپ کلمنت ششم

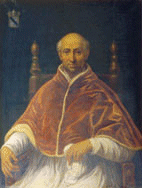

پاپ کلمنت ششم (به انگلیسی: Clement VI) یکی از پاپ‌های کلیسای کاتولیک رم بود که در فرانسه به دنیا آمد و از ۱۳۴۲ تا ۱۳۵۲ میلادی پاپ بود.